# Adrian Pasdar
Adrian Kayvan Pasdar (ur. 30 kwietnia 1965 w Pittsfield) – amerykański aktor i reżyser. Nominowany do Nagrody Saturn w kategorii najlepszy drugoplanowy aktor telewizyjny za rolę Nathana Petrelliego w serialu NBC Herosi (Heroes, 2009).

## Życiorys

### Wczesne lata
Urodził się w Pittsfield w stanie Massachusetts jako pierwsze dziecko i jedyny syn pielęgniarki Rosemarie Pasdar (z domu Sberesny) i Homayoona Pasdara. Jego matka była pochodzenia niemieckiego i miała korzenie polskie, a ojciec był Irańczykiem. Jego ojciec pracował jako kardiochirurg w Filadelfii, a matka została nauczycielem języka angielskiego we Francji i założyła agencję podróży. Młodsza siostra, Anamarie, pracowała jak dyrektor artystyczny i producent dla SoHo Rep Theater Company w Nowym Jorku. W 1967 rodzina przeniosła się do Powelton, na przedmieścia Filadelfii. Swoje najmłodsze lata spędził w Lansdowne, w stanie Pensylwania, gdzie występował podczas świąt Bożego Narodzenia. Później, w 1973 jego rodzice rozeszli się i wraz z matką i siostrą przeprowadził się do Broomall, w stanie Pensylwania.
Dzięki świetnym osiągnięciom w szkole średniej Marle Newton w Newton Square w futbolu amerykańskim, otrzymał w 1983 stypendium Uniwersytetu Florydy (University of Central Florida). Wielokrotne złamanie nóg przekreśliło jego dobrze zapowiadającą się karierę w futbolu amerykańskim. Kiedy na studiach uległ ciężkiemu wypadkowi samochodowemu podczas podróży dżipem do Miami, zdecydował się na aktorstwo. Podjął pracę jako techniczny z teatralną grupą Ludowe Światło i Towarzystwo Teatralne (People’s Ligh and Theater Company) w Malvern, w Pensylwanii. Następnie ukończył Lee Strasberg Theatre and Film Institute w Los Angeles.

### Kariera
Mając 19 lat zgłosił się na casting i zadebiutował niewielką rolą w melodramacie sensacyjnym Top Gun (1986). Niedługo potem pojawił się na dużym ekranie w filmie sci-fi Solarbabies (1986), dramacie sportowym Ulice złota (Streets of Gold, 1986), horrorze Blisko ciemności (Near Dark, 1987), Oznaki życia (Vital Signs, 1990). W 1992 roku pozostawił Hollywood i powrócił do Nowego Jorku, gdzie zagrał postać Frankiego Taglialucci w dramacie kryminalnym Briana De Palmy Życie Carlita (Carlito’s Way, 1993). Następnie został obsadzony w roli Józefa w biblijnym filmie telewizyjnym W niewoli snów (Slave of Dreams) z Edwardem Jamesem Olmosem i Sherilyn Fenn, wyprodukowanym przez Showtime i Dino De Laurentiisa w reżyserii Roberta M. Younga, nakręconym w maju 1994 w miejscowości Warzazat w Maroku. Na srebrnym ekranie zwrócił na siebie uwagę sugestywną rolą tytułową socjopatycznego Jima Profita w serialu Profit (1996).
W 1999 debiutował jako reżyser i kompozytor dramatu Cement, który został uhonorowany nagrodami – Audience Award i Grand Award na festiwalu filmowym w Houston. W serialu kanału AXN Sci-Fi Tajemniczy element (Mysterious Ways, 2000–2002) wcielił się w profesora antropologii, który zajmuje się zjawiskami paranormalnymi. Wystąpił jako David McClaren w serialu CBS Potyczki Amy (Judging Amy, 2003–2005). W serialu Gotowe na wszystko (Desperate Housewives, 2005) wystąpił w roli Davida Bradley. Od 25 września 2006 do 4 stycznia 2010 grał postać Nathana Petrelliego w serialu NBC Herosi (Heroes).

## Życie prywatne
24 czerwca 2000 w Las Vegas zawarł związek małżeński z Natalie Maines, wokalistką grupy country Dixie Chicks. Mają dwóch synów: Jacksona Slade’a (ur. 15 marca 2001) i Becketta Finna (ur. 14 lipca 2004). Wcześniej romansował z Cecilią Peck, córką Gregory Pecka. 5 lipca 2017, po 17 latach małżeństwa, doszło do rozwodu.

## Filmografia
Filmy fabularne
| Rok  | Tytuł                                             | Rola                              | Reżyser                          |
| ---- | ------------------------------------------------- | --------------------------------- | -------------------------------- |
| 1986 | Top Gun                                           | porucznik Charles „Chipper” Piper | Tony Scott                       |
| 1986 | Gwiezdna paczka (Solarbabies)                     | Darstar                           | Alan Johnson                     |
| 1986 | Ulice złota (Streets of Gold)                     | Timmy Boyle                       | Joe Roth                         |
| 1987 | Blisko ciemności (Near Dark)                      | Caleb Colton                      | Kathryn Bigelow                  |
| 1987 | Made in USA                                       | Dar                               | Ken Friedman                     |
| 1989 | Cookie                                            | Vito                              | Susan Seidelman                  |
| 1990 | Torn Apart                                        | Ben Arnon                         | Jack Fisher                      |
| 1990 | Zagubiony Capone (The Lost Capone, TV)            | Ricard Hart / Jimmy Capone        | John Gray                        |
| 1990 | Oznaki życia (Vital Signs)                        | Michael Chatham                   | Marisa Silver                    |
| 1991 | Wyspa miłości (Grand Isle)                        | Robert Lebrun                     | Mary Lambert                     |
| 1991 | Shanghai 1920 (Shang Hai yi jiu er ling)          | Dawson Cole                       | Po-Chih Leong                    |
| 1992 | Być kobietą (Just Like a Woman)                   | Gerald Tilson / Geraldine         | Christopher Monger               |
| 1993 | Dotyk przeznaczenia (The Killing Box)             | kpt. John Harling                 | George Hickenlooper              |
| 1993 | Życie Carlita (Carlito’s Way)                     | Frankie Taglialucci               | Brian De Palma                   |
| 1994 | Cień pożądania (Shadows of Desire, TV)            | Jude Snow                         | Sam Pillsbury                    |
| 1994 | Ostatnie dobre chwile (The Last Good Time)        | Eddie                             | Bob Balaban                      |
| 1995 | W niewoli snów (Slave of Dreams, TV)              | Józef                             | Robert Milton Young              |
| 1995 | Matczyny dar (A Mother’s Gift, TV)                | William Deal                      | Jerry London                     |
| 1995 | The Pompatus of Love                              | Josh                              | Richard Schenkman                |
| 1997 | Dotyk zła (Touched by Evil, TV)                   | Jerry Braskin                     | James A. Contner                 |
| 1997 | Czas zapłaty (Wounded)                            | Hanaghan                          | Richard Martin                   |
| 1997 | Braterski pocałunek (A Brother’s Kiss)            | Doper                             | Seth Zvi Rosenfeld               |
| 1997 | Ties to Rachel                                    | bokser                            | Jon Resnik                       |
| 1997 | Miłość w innym mieście (Love in Another Town, TV) | Jake Cantrell                     | Lorraine Senna                   |
| 1998 | The Perfect Getaway (TV)                          | Colt Erikson                      | Armand Mastroianni               |
| 1999 | Wielki dzień (The Big Day)                        | Tim                               | Ian McCrudden                    |
| 1999 | Desert Son                                        | kierowca                          | Christopher Martini, Max Martini |
| 1999 | Bunt (Mutiny, TV)                                 | porucznik Maravich                | Kevin Hooks                      |
| 2002 | Crossing the Line (TV)                            | Eric Harrison                     | Graeme Clifford                  |
| 2003 | A Screwball Homicide (TV)                         | Nick Bennett                      | Dennis Dugan                     |
| 2003 | Wakacje Waltera (Secondhand Lions)                | sprzedawca maszyn do skeetów      | Tim McCanlies                    |
| 2005 | Blood Trail                                       | Chase Leonard                     | Barry Tubb                       |
| 2008 | Home Movie                                        | David Poe                         | Christopher Denham               |
| 2011 | Ósma plaga (The Terror Beneath, TV)               | Paul Ziller                       | Jack                             |
| 2011 | Untitled Kari Lizer Project (TV)                  | Brad                              | Craig Zisk                       |
| 2012 | Chasing Leprechauns (TV)                          | Michael Garrett                   | Kevin Conner                     |
| 2012 | 40 (TV)                                           |                                   | Julian Farino                    |
| 2013 | Street Run                                        | Mike Lombardi                     | Simone Bartesaghi                |
| 2014 | The After (TV)                                    | Wade                              | Chris Carter                     |
| 2015 | Kingmakers (TV)                                   | senator Adam Walden               | James Strong                     |
| 2015 | Szukając J.D. Salingera (Coming Through the Rye)  | Pan Tierney                       | James Steven Sadwith             |
| 2017 | Double Take (krótkometrażowy)                     | John Dieb                         | Jay Gard                         |
| 2019 | Pastalight (krótkometrażowy)                      | Costas Yfantopoulos               | Christopher Martini              |
| 2020 | Upadek Grace (A Fall from Grace)                  | prokurator Bradley Tankerton      | Tyler Perry                      |
| 2021 | The Manson Brothers Midnight Zombie Massacre      | doktor Dudembru                   | Max Martini                      |
| 2021 | The Disappearance of Mrs. Wu                      | Brian Carter                      | Anna Chi                         |

Seriale
| Rok       | Tytuł                                                                   | Rola                         | Uwagi                       |
| --------- | ----------------------------------------------------------------------- | ---------------------------- | --------------------------- |
| 1994      | Performance                                                             | George                       | odc. „The Mother”           |
| 1996–1997 | Profit                                                                  | Jim Profit                   | 8 odcinków                  |
| 1997      | Feds                                                                    | C. Oliver Resor              | 6 odcinków                  |
| 1997      | Dom Frankensteina (House of Frankenstein)                               | detektyw Vernon Coyle        | 2 odcinki                   |
| 1998      | Dotyk anioła (Touched by an Angel)                                      | Edward Tanner                | 2 odcinki                   |
| 1998      | Po tamtej stronie (The Outer Limits)                                    | Tanner Brooks                | 1 odcinek                   |
| 2000–2002 | Tajemniczy element (Mysterious Ways)                                    | Declan Dunn                  | 44 odcinki                  |
| 2002      | Strefa mroku (The Twilight Zone)                                        | Andrew Lomax                 | 1 odcinek                   |
| 2003–2005 | Potyczki Amy (Judging Amy)                                              | ADA David McClaren           | 31 odcinków                 |
| 2005      | Gotowe na wszystko (Desperate Housewives)                               | David Bradley                | 3 odcinki                   |
| 2006–2010 | Herosi (Heroes)                                                         | Nathan Petrelli              | 60 odcinków                 |
| 2009      | Super Hero Squad                                                        | Hawkeye (głos)               | 3 odcinki                   |
| 2010      | Czarna Pantera (Black Panther)                                          | Kapitan Ameryka (głos)       | 1 odcinek                   |
| 2010      | Iron Man                                                                | Iron Man (głos)              | 12 odcinków                 |
| 2011      | Castle                                                                  | agent DHS Mark Fallon        | 2 odcinki                   |
| 2011      | Prawo i porządek: Zbrodniczy zamiar (Law & Order: Criminal Intent)      | Mason Kent                   | odc. „Trophy Wine”          |
| 2011–2012 | Liga Młodych (Young Justice)                                            | Hugo Strange (głos)          | 2 odcinki                   |
| 2011–2013 | The Lying Game                                                          | Alec Rybak                   | 29 odcinków                 |
| 2012      | Political Animals                                                       | prezydent Paul Garcetti      | 6 odcinków                  |
| 2012–2017 | Mega Spider-Man                                                         | Iron Man / Tony Stark (głos) | 9 odcinków                  |
| 2013      | Tożsamość szpiega (Burn Notice)                                         | Randall Burke                | 3 odcinki                   |
| 2013      | Fineasz i Ferb (Phineas and Ferb)                                       | Iron Man / Tony Stark (głos) | 1 odcinek                   |
| 2013–2015 | Hulk i agenci M.I.A.Z.G.I. (Marvel’s Hulk and the Agents of S.M.A.S.H.) | Iron Man (głos)              | 4 odcinki                   |
| 2014–2018 | Agenci T.A.R.C.Z.Y. (Agents of S.H.I.E.L.D.)                            | Glenn Talbot / Graviton      | 24 odcniki                  |
| 2015      | Rosewood                                                                | dr Derek Foster              | odc. „Vitamins and Vandals” |
| 2015–2017 | Transformers: Robots in Disguise                                        | Iron Man (głos)              | 76 odcinków                 |
| 2016–2017 | Colony                                                                  | Nolan Burgess                | 10 odcinków                 |
| 2016–2019 | Prawo Milo Murphy’ego (Milo Murphy’s Law)                               | Pan Chase                    | 6 odcinków                  |
| 2017      | Zabójcza broń (Lethal Weapon)                                           | Dan Cooper                   | odc. „Flight Risk”          |
| 2017–2018 | Supergirl                                                               | Morgan Edge                  | 4 odcinki                   |
| 2019      | Zagadka hotelu Grand (Gran Hotel)                                       | Felix                        | 3 odcinki                   |
| 2022      | Rekrut (The Rookie)                                                     | Bill August                  | 1 odcinek                   |